# Bårtäcke

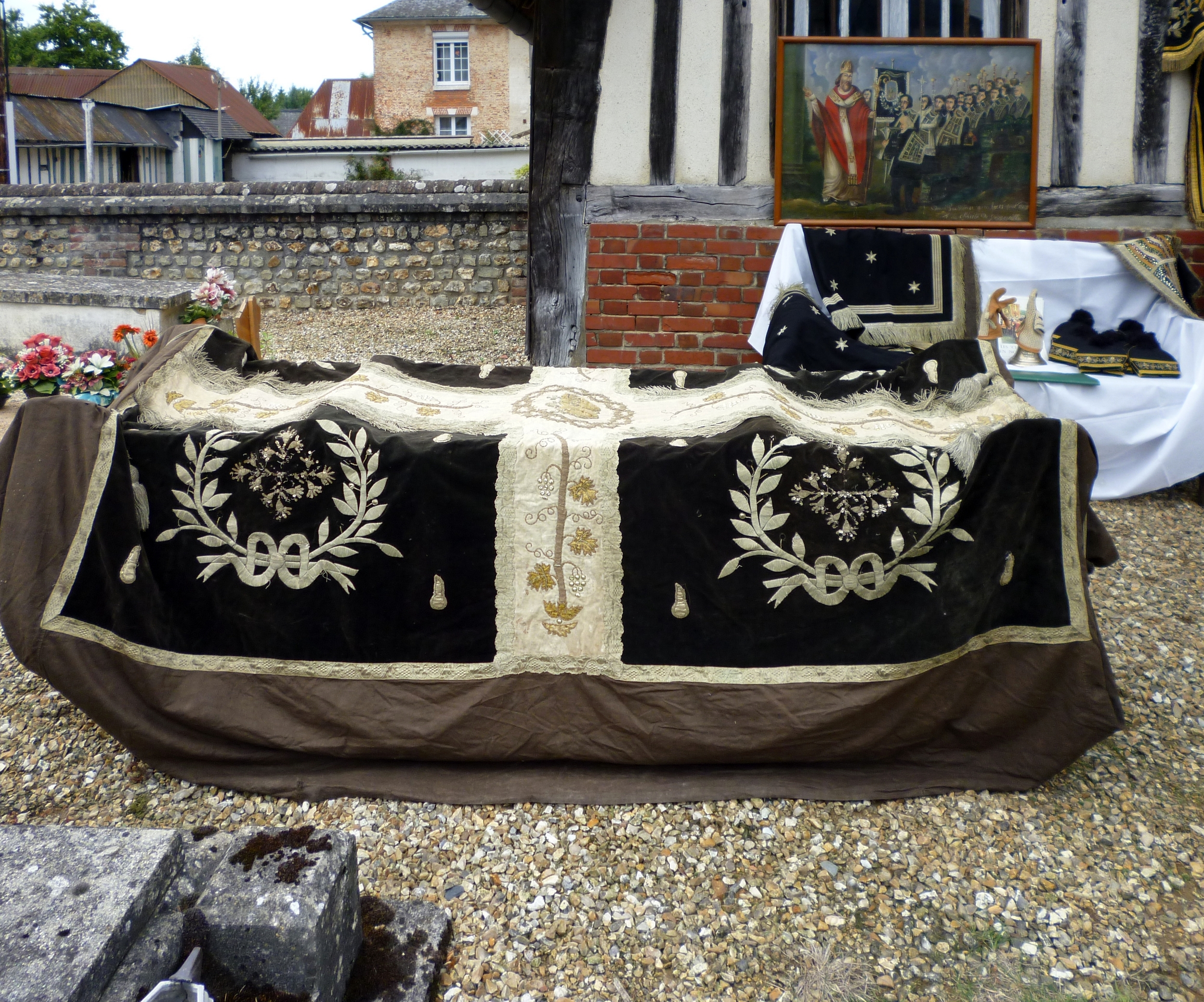
Bårtäcke i Giverville

Bårtäcken är ett vävt eller broderat tygstycke som läggs över en likkista. De kan användas under själva begravningen men också för att pryda öppet placerade sarkofager.
Det förekom att bårtäcken var en familjeklenod som användes i generationer men vanligast var att låna dem från kyrkan. De äldre bårtäckena var ofta försedda med broderade texter, initialer och årtal.
I modern tid används de företrädesvis som ett större tygstycke som kan hyras eller lånas för att ersätta kistdekorationer med blommor och har därmed en form som täcker hela kistan.